# امگا² عقاب
امگا² عقاب یک ستاره است که در صورت فلکی عقاب قرار دارد.
فاصله این ستاره از کره زمین در حدود ۲۸۰ سال نوری است.